# Myoxanthus lonchophyllus
Myoxanthus lonchophyllus är en orkidéart som först beskrevs av João Barbosa Rodrigues, och fick sitt nu gällande namn av Carlyle August Luer. Myoxanthus lonchophyllus ingår i släktet Myoxanthus och familjen orkidéer. Inga underarter finns listade i Catalogue of Life.

## Bildgalleri

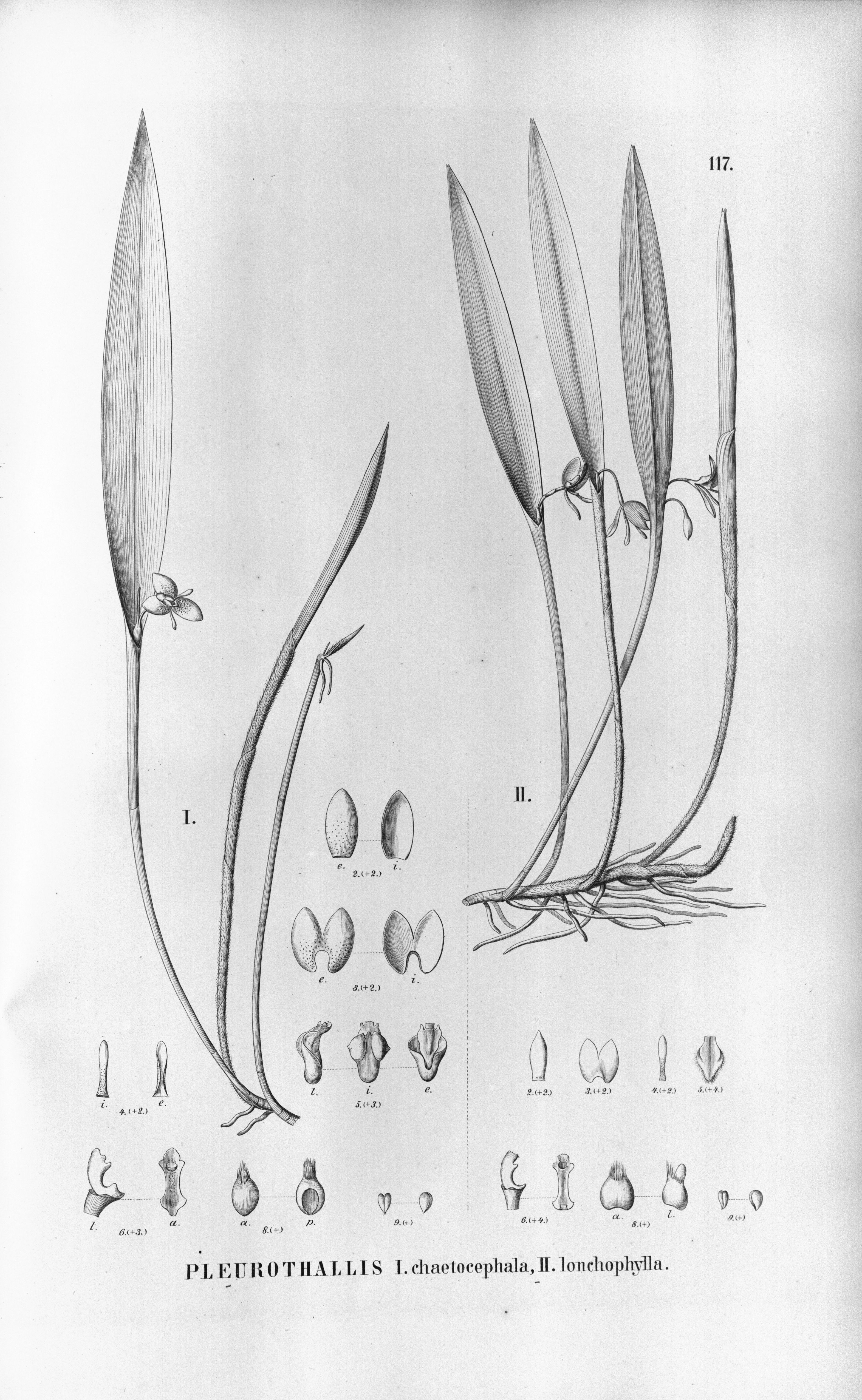
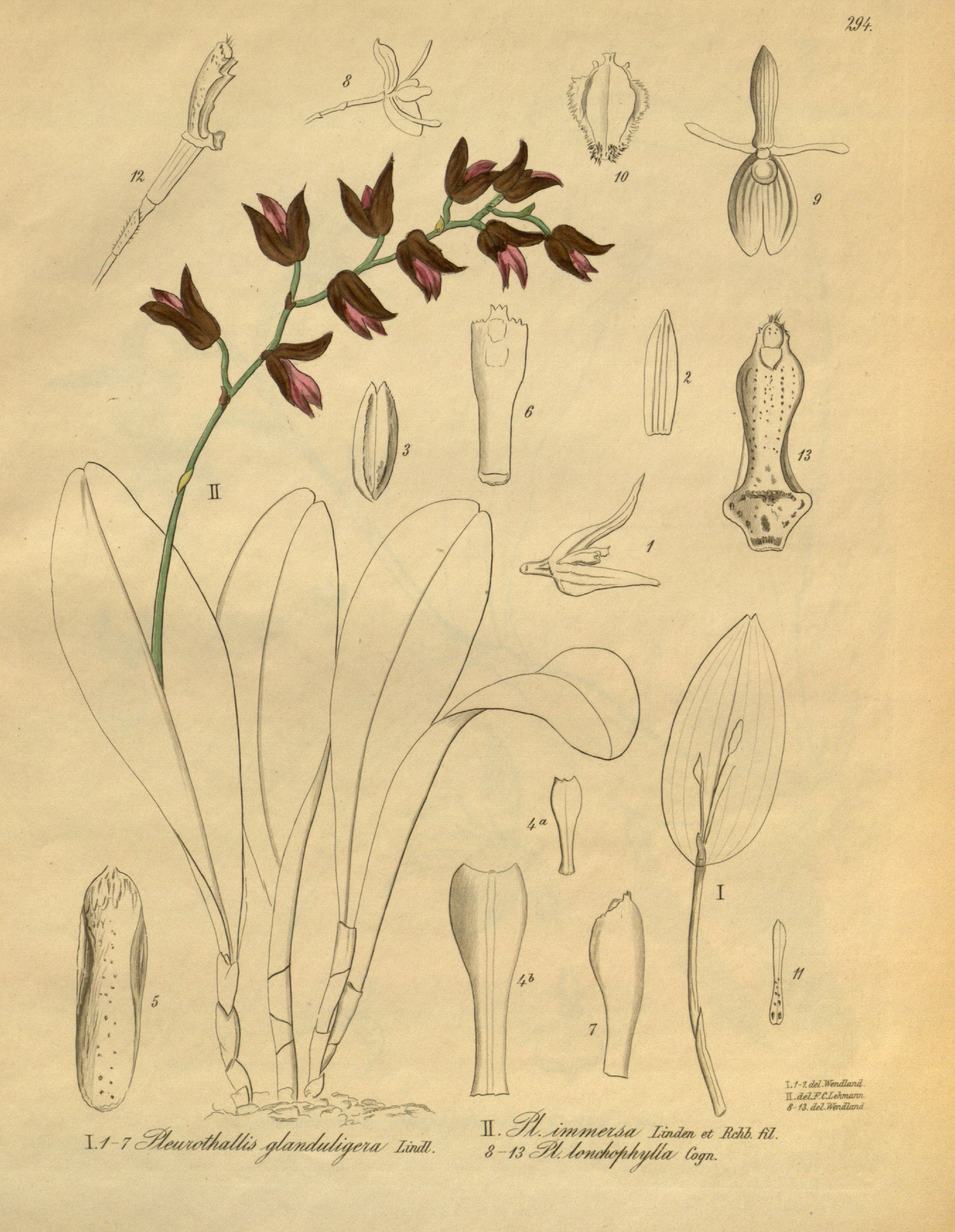